# Харченки (Кременчуцький район)
Ха́рченки —  село в Україні, у Козельщинській селищній громаді Кременчуцького району Полтавської області. Населення становить 165 осіб. До 2017 орган місцевого самоврядування — Мануйлівська сільська рада.

## Географія
Село Харченки знаходиться на відстані 1,5 км від села Цибівка та за 2 км - село Дяченки. Місцевість навколо села заболочена, багато невеликих зарослих озер.

## Історія
12 червня 2020 року, відповідно до розпорядження Кабінету Міністрів України № 721-р «Про визначення адміністративних центрів та затвердження територій територіальних громад Полтавської області», село увійшло до складу Козельщинської селищної громади.
19 липня 2020 року, в результаті адміністративно - територіальної реформи та ліквідації Козельщинського району, село увійшло до складу новоутвореного Кременчуцького району.